# Horsasjön, Småland
Horsasjön är en sjö i Gnosjö kommun i Småland och ingår i Nissans huvudavrinningsområde. Sjön har en area på 0,0407 kvadratkilometer och ligger 163 meter över havet.

## Delavrinningsområde
Horsasjön ingår i det delavrinningsområde (635691-137419) som SMHI kallar för Mynnar i Hären. Avrinningsområdets medelhöjd är 180 meter över havet och ytan är 9,56 kvadratkilometer. Det finns inga delavrinningsområden uppströms utan avrinningsområdet är högsta punkten. Getabäcken som avvattnar avrinningsområdet har biflödesordning 3, vilket innebär att vattnet flödar genom totalt 3 vattendrag innan det når havet efter 127 kilometer. Delavrinningsområdet består mestadels av skog (71 procent). Avrinningsområdet har 0,57 kvadratkilometer vattenytor vilket ger det en sjöprocent på 5,9 procent. Bebyggelsen i området täcker en yta av 0,49 kvadratkilometer eller 5 procent av avrinningsområdet.